# Trachylepis aureogularis
Trachylepis aureogularis (гвінейська мабуя) — вид сцинкоподібних ящірок родини сцинкових (Scincidae). Мешкає в Західній Африці.

## Поширення і екологія
Гвінейські мабуї мешкають у Гвінеї, Ліберії, Кот-д'Івуарі та Гані. Вони живуть у вологих рівнинних тропічних лісах, серед лісової підстилки, трапляються на плантаціях.